# Прапратна (жупа)
Жупа Прапратна је била средњовјековна област између Улциња и Бара (Antivarum, Antibarum), у данашњим Мркојевићима. Кроз жупу је пролазио пут који је повезивао ове утврђене градове и она им је подједнако гравитирала.

## Увала Куња и рт Комине
Прапратна се помиње у глави XXXVIII Барског родослова
, у опису бојишта између дукљанског кнеза Војислава и Византинаца. У прољеће 1040. године, током Барске битке, нападнут је византијски логор у Барском пољу. Остатак трупа византијског намесника Теофила Еротика, био је изложен потјери кнеза Стефана Војислава, а наводи се да је прогон вршен : „док није прешао поток који тече Прапратном и приспео у шуму“. Горане је данашњи назив поменуте шуме, југоисточно од Прапратне, а наведени поток се улива у море код рта Комине, у ували Куња. Не зна се да ли је и залив Кручи припадао овој жупи. Постоји и увала Прапратна код Стона у близини цркве Михаила Војислављевића.

## Двор краља Михајла
По епископу Михајлау Деволском (додаци Скиличине хронике) поред которског, дукљански краљ Михајло имао двор и у овој жупи.